# Tarcisio Pusma Ibáñez
Tarcisio Pusma Ibáñez (ur. 19 kwietnia 1967 w Nangali) – peruwiański duchowny rzymskokatolicki, mianowany biskupem pomocniczym Trujillo w 2008, zrezygnował z przyjęcia sakry biskupiej.

## Życiorys
Święcenia kapłańskie przyjął 31 maja 1997.
25 stycznia 2008 został mianowany biskupem pomocniczym diecezji Trujillo ze stolicą tytularną Carpi. W sierpniu 2008 zrezygnował z przyjęcia sakry.